# بيل جيل
بيل جيل هو لاعب كرة قدم كندي، ولد في 15 أبريل 1919 في مونتريال في كندا.